# Canton de Seilhac
Le canton de Seilhac est une ancienne division administrative française située dans le département de la Corrèze, en région Limousin.
Avec le redécoupage cantonal de 2014, Seilhac est devenu le bureau centralisateur du nouveau canton de Seilhac-Monédières.

## Histoire
Le canton de Seilhac est l'un des cantons de la Corrèze créés en 1790, en même temps que la plupart des autres cantons français. Il a d'abord été rattaché au district de Tulle avant de faire partie de l'arrondissement de Tulle.

### Redécoupage cantonal de 2014-2015
Par décret du 24 février 2014, le nombre de cantons du département passe de 37 à 19, avec mise en application aux élections départementales de mars 2015. Le canton de Seilhac est supprimé à cette occasion. Ses neuf communes sont alors rattachées au canton de Seilhac-Monédières dont le bureau centralisateur reste fixé à Seilhac.

## Géographie
Ce canton était organisé autour de Seilhac dans l'arrondissement de Tulle. Son altitude variait de 305 m (Saint-Salvadour) à 570 m (Beaumont) pour une altitude moyenne de 433 m.

## Administration

### Conseillers généraux de 1833 à 2015
| Période                                  | Période          | Identité                                          | Étiquette   | Qualité |
| ---------------------------------------- | ---------------- | ------------------------------------------------- | ----------- | --- |
| 1833                                     | 1842             | Louis Jean-Baptiste Armand                        |             | Maire de Saint-Germain-les-Vergnes                                                                                      |
| 1842                                     | 1845             | Claude Lavialle de Lameillère                     |             | Propriétaire, juge de paix                                                                                              |
| 1845                                     | 1870 (décès)     | Martial de Rodorel de Seilhac                     | Droite      | Propriétaire, avocat Maire de Seilhac                                                                                   |
| 1870                                     | 1874 (décès)     | Gustave Mons                                      | Droite      | Docteur-médecin à Seilhac                                                                                               |
| 1874                                     | 1880             | Louis Gabriel Victor de Rodorel, Comte de Seilhac | Droite      | Propriétaire à Seilhac                                                                                                  |
| 1880                                     | 1888 (démission) | Léon Cléry Vacher                                 | Rad.        | Médecin à Paris Maire de Treignac (1891-1903) Député (1876-1890 et 1898-1902)                                           |
| 1888                                     | 1891 (décès)     | Jean-Baptiste Rivasson                            |             | Maire de Saint-Salvadour                                                                                                |
| 1891                                     | 1898             | Édouard Delpeuch                                  | Républicain | Professeur de rhétorique, journaliste Député (1890-1898) Secrétaire d'État (1896-1898)                                  |
| 1898                                     | 1910 (démission) | Antoine Combastet                                 | Rad.        | Propriétaire et négociant en liquides à Seilhac, conseiller d'arrondissement                                            |
| 1910                                     | 1934             | Élie Vidalin                                      | Rad.        | Médecin Maire de Naves Député (1914-1919)                                                                               |
| 1934                                     | 1940             | Antoine Bourdarias                                | PC-SFIC     | Comptable puis négociant en chiffons ("peillaire"), conseiller d'arrondissement Révoqué à la suite des décrets Daladier |
|                                          |                  |                                                   |             | |
| 1942                                     | 1945             | Maurice Maury                                     |             | Maire de Seilhac (1940-1944) Nommé conseiller départemental en 1942                                                     |
|                                          |                  |                                                   |             | |
| 1945                                     | 1970             | Jean Vinatier                                     | SFIO        | Négociant Maire de Seilhac (1935-1940 et 1944-1982) Suppléant du député Jean Montalat (1958-1971) Député (1971-1973)    |
| 1970                                     | 1988             | René Chauffour                                    | PCF         | Instituteur puis directeur d'école Maire de Lagraulière (1968-1989)                                                     |
| 1988                                     | 2015             | Noël Martinie                                     | PS          | Maire de Chamboulive (1983-2020) Vice-président du Conseil général Suppléant du député François Hollande (2002-2007)    |
| Les données manquantes sont à compléter. |                  |                                                   |             | |

### Conseillers d'arrondissement (de 1833 à 1940)
| Période                                  | Période      | Identité                                       | Étiquette | Qualité |
| ---------------------------------------- | ------------ | ---------------------------------------------- | --------- | --- |
| 1833                                     | 1838 (décès) | Jean Baptiste Léonard Rivière père (1780-1838) |           | Médecin à Chamboulive, officier de santé, capitaine de la Garde nationale                                   |
| 1839                                     | 1842         | Julien François Servientis                     |           | Greffier de la justice de paix à Seilhac, propriétaire à Saint-Salvadour                                    |
| 1842                                     | 1845 (décès) | Jean Chadebec ainé (1795-1845)                 |           | Notaire à Saint-Clément                                                                                     |
| 1845                                     | 1848         | Jean Claude Amédée Tereygeol-Cluzac            |           | Propriétaire à Chamboulive                                                                                  |
|                                          |              |                                                |           | |
| 1901                                     | 1907         | Émile Besse                                    | Radical   | |
| 1907                                     |              | M. Vinatier                                    | Radical   | |
|                                          |              |                                                |           | |
| 1931                                     | 1934         | Antoine Bourdarias                             | PC-SFIC   | Comptable puis négociant en chiffons                                                                        |
| 1934                                     | 1940         | Louis Bouillaguet                              | PC-SFIC   | Propriétaire à Saint-Clément, révoqué en 1940 (décrets Daladier)                                            |
| 1940                                     |              |                                                |           | Les conseils d'arrondissement ont été suspendus par la loi du 12 octobre 1940 et n'ont jamais été réactivés |
| Les données manquantes sont à compléter. |              |                                                |           | |

## Composition
Le canton de Seilhac regroupait neuf communes et comptait 7 073 habitants au 1er janvier 2012.
| Nom                 | Code Insee | Intercommunalité | Population (dernière pop. légale) |
| ------------------- | ---------- | ---------------- | --------------------------------- |
| Seilhac (chef-lieu) | 19255      | CA Tulle Agglo   | 1 697 (2014)                      |
| Beaumont            | 19020      | CA Tulle Agglo   | 115 (2014)                        |
| Chamboulive         | 19037      | CA Tulle Agglo   | 1 186 (2014)                      |
| Chanteix            | 19042      | CA Tulle Agglo   | 591 (2014)                        |
| Lagraulière         | 19100      | CA Tulle Agglo   | 1 142 (2014)                      |
| Pierrefitte         | 19166      | CA Tulle Agglo   | 87 (2014)                         |
| Saint-Clément       | 19194      | CA Tulle Agglo   | 1 329 (2014)                      |
| Saint-Jal           | 19213      | CA Tulle Agglo   | 656 (2014)                        |
| Saint-Salvadour     | 19240      | CA Tulle Agglo   | 330 (2014)                        |

## Démographie
| 1962  | 1968  | 1975  | 1982  | 1990  | 1999  | 2006  | 2011  | 2012  |
| ----- | ----- | ----- | ----- | ----- | ----- | ----- | ----- | ----- |
| 7 573 | 6 862 | 6 269 | 6 270 | 6 250 | 6 315 | 6 920 | 7 033 | 7 073 |